# Droits de l'homme en république démocratique du Congo
En vue d'avoir une bonne transition en république démocratique du Congo, il a été décidé de créer de nouveaux mécanismes d'aide et de contrôle du nouvel ordre politique. Parmi ces mécanismes, on compte l'Observatoire national des Droits de l'Homme.
L'article 154 et 155 de la constitution de transition consacrent cet observatoire et lui octroient le pouvoir de promouvoir et de protéger les droits de l'homme.

## Massacres entre 1994 et 2003
Les différents conflits en république démocratique du Congo ont fait près de 4 millions de morts entre 1998 à 2004 selon les estimations de l'organisation non gouvernementale International Rescue Committee (IRC) (janvier 2006) en république démocratique du Congo (RDC) durant la première guerre du Congo (fin 1996-1997), la deuxième guerre du Congo (1998-2002) et le Gouvernement de transition (2003-2006). Ces massacres et probables crimes contre l'humanité n'ont pour le moment pas fait l'objet d'investigations approfondies[réf. nécessaire]. Ils ont donné lieu à de la part de certains à la dénomination "génocide congolais", c'est-à-dire la thèse du "double génocide", approche rejetée par la plupart des historiens, notamment Jean-Pierre Chrétien, Gérard Prunier, ou Alison Desforges[réf. nécessaire] et également absente des rapports des missions successives des rapporteurs spéciaux des Nations unies (voir le dernier en date de 2007).
« Aucun conflit n'a, depuis la seconde guerre mondiale, fait autant de victimes mais après sept ans, l'ignorance universelle qui entoure l'échelle et les conséquences du conflit reste de mise, et l'engagement international, bien en dessus des besoins humanitaires » selon Richard Brennan de l'International Rescue Committee" (IRC) - rapport IRC de janvier 2006.
D’après les plus récentes études, menées par l’organisation non gouvernementale International Rescue Committee (IRC) (janvier 2006), et Human Rights Watch (HRW, rapport annuel 2005), le nombre de civils congolais qui ont trouvé la mort, directement et indirectement, dans le cadre du conflit qui ravage la république démocratique du Congo, depuis 1996 à ce jour, s’élève à près de 4 000 000 âmes.
Ce nombre, corroboré notamment par les différents rapports des Nations unies, ne tient toutefois pas compte des populations déplacées du fait des guerres, soumises à la famine généralisée, à la maladie, et aux exactions les plus intolérables perpétrées tant par les actuelles autorités de Kinshasa, que par les forces étrangères d’occupation et les milices privées à leur solde.

## Violences sexuelles
Le viol, qui fut utilisé au plus fort du conflit comme une arme pour terroriser et soumettre les populations civiles, continue de connaitre une ampleur inquiétante en 2008, y compris dans des régions jouissant d’une relative stabilité. La Fédération internationale des droits de l'homme dénonce en mars 2008 « l’impunité massive dont jouissent les responsables, militaires comme civils. Les violences sexuelles à l’égard des femmes, fillettes, ainsi que des hommes, poursuit l'organisme de défense des droits de l'homme, font l’objet d’une banalisation et d’une généralisation sans précédent ». La même organisation déplore à la même date « l’absence quasi totale de répression des auteurs de violences sexuelles, notamment ceux issus des forces de sécurité. »

## Rapport de la commission des droits de l'homme
Le Conseil des droits de l'homme des Nations unies et la Commission des droits de l'homme, mise en place à l'issue du dialogue national de décembre 2016, dénoncent le non-respect de l'accord signé le 31 décembre 2017 pour sortir de la crise politique actuelle et la répression systématique des opposants politiques, des défenseurs des droits de l'homme et des journalistes. La commission dénonce le nombre croissant de prisonniers politiques et le report incessant de l'annonce d'une date pour les élections promises. L'instance onusienne pointe un « manque de volonté politique » et estime que Kinshasa ne souhaite pas « réellement poursuivre un processus démocratique pacifique ».